# 聖母子と少年聖ヨハネ、二人の天使
『聖母子と少年聖ヨハネ、二人の天使』（せいぼしとしょうねんせいヨハネ ふたりのてんし、伊: Madonna con Bambino, San Giovannino e due angeli, 英: Virgin and Child with the Young St John the Baptist and Two Angels）は、イタリアの盛期ルネサンスの巨匠サンドロ・ボッティチェッリが1468年ごろに制作した絵画である。テンペラ画。ボッティチェッリ初期の聖母子画で、師であるフィリッポ・リッピ、およびアンドレア・デル・ヴェロッキオの強い影響がうかがわれる。もともとはフィレンツェの最古の病院であるサンタ・マリア・ヌオーヴァ病院が所有した作品で、現在はフィレンツェのアカデミア美術館に所蔵されている。

## 作品

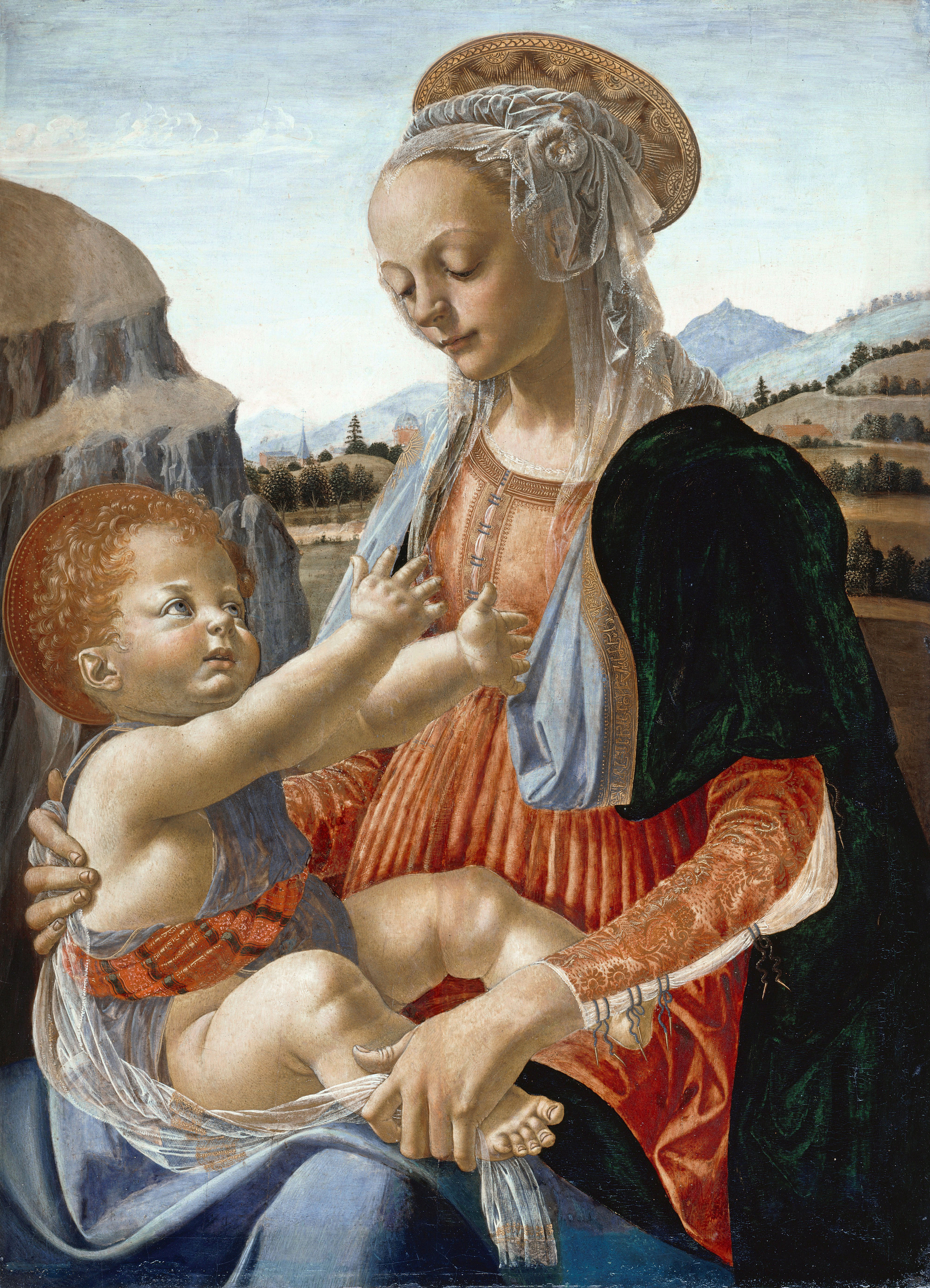
アンドレア・デル・ヴェロッキオの『聖母子』1465年から1470年ごろ。絵画館所蔵。

本作品はボッティチェッリ初期の一連の聖母子画に含まれるが、その中でも師フィリッポ・リッピがウンブリア地方の都市スポレートに移って以降の作品とされる。当時のボッティチェッリはフィリッポ・リッピの影響が残っている反面、アンドレア・デル・ヴェロッキオの新しい影響が強く表れている。ボッティチェッリはこの図像モデルを他の絵画でも使用し続けた。
聖母子は少年の姿をした2人の天使および洗礼者聖ヨハネとともに描かれている。画面左には天使が2人おり、そのうちの1人が幼児のイエス・キリストを抱えて聖母マリアに差し出している。聖母マリアも天使から幼児キリストを受け取って、膝の上で抱いており、また幼児キリストも両手を聖母に向かって伸ばしている。この幼児キリストの仕草はヴェロッキオの聖母子画から引用したものである。一方で聖母マリアが着ているマントの蛇行する縁飾りや、頭部の透けて見えるヴェールはフィリッポ・リッピの影響である。洗礼者聖ヨハネは画面右の聖母の背後で右手を胸に当て、十字架を左手に持って立っている。聖母が腰かけている椅子は本作品の特徴的な細部の1つで、赤色のセラフィムの形をしている。背景には当時のボッティチェッリの聖母子画でしばしば見られるホルトゥス・コンクルススや、風景の描写はなく、青空のみが描かれている。
彼らのうち聖母マリアと洗礼者聖ヨハネは幼児キリストを見ているが、目を伏せた表情は物思いに沈んでいるようである。これに対して幼児キリストは視線を天空の高い場所に向けている。このキリストの視線や青空のみ描かれた背景、あるいは赤いセラフィムの椅子は、天国におけるキリストの未来を暗示している。天使のうち一方は聖母マリアを見上げ、もう一方の天使は鑑賞者のほうを見ている。
サイズが小さいことから、個人的礼拝のために依頼されたと考えられているが、発注者や絵画が設置されていた場所は不明である。
美術史家ヴィルヘルム・フォン・ボーデによるボッティチェッリへの帰属は、ハーバート・ホーンとアドルフォ・ヴェントゥーリを除くほぼすべての研究者によって受け入れられている。
1979年に貴石博物館によって修復された。また1980年代に後代の大幅な修正が除去された。それ以降、本来の品質が高く評価されている。

## 来歴
もともと絵画を所有していたのはサンタ・マリア・ヌオーヴァ病院であったことが知られている。同病院が絵画を所有するに至った経緯は明らかではない。病院長が患者たちの希望となるような絵画をボッティチェッリに発注したか、裕福な家族によって患者の病室を飾るために制作されたのち、病院に寄贈された可能性が考えられる。いずれにせよ絵画は1900年までサンタ・マリア・ヌオーヴァ病院にあり、同年にウフィツィ美術館に収蔵され、1919年にアカデミア美術館に移管された。直近の保存作業は2011年に行われた。

## ギャラリー
関連作品

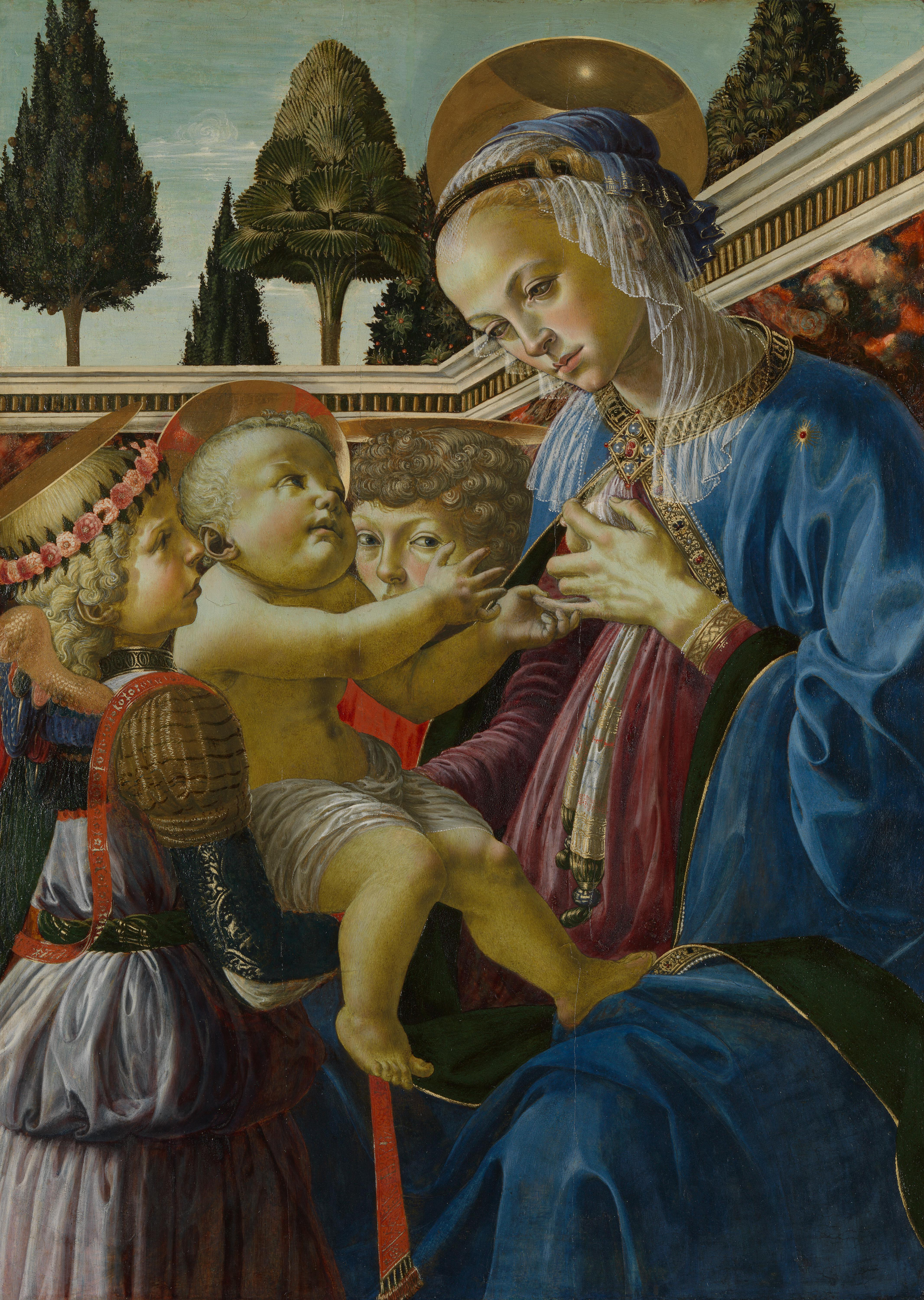
アンドレア・デル・ヴェロッキオ『聖母子と二人の天使』1467年-1469年ごろ ロンドン・ナショナル・ギャラリー所蔵
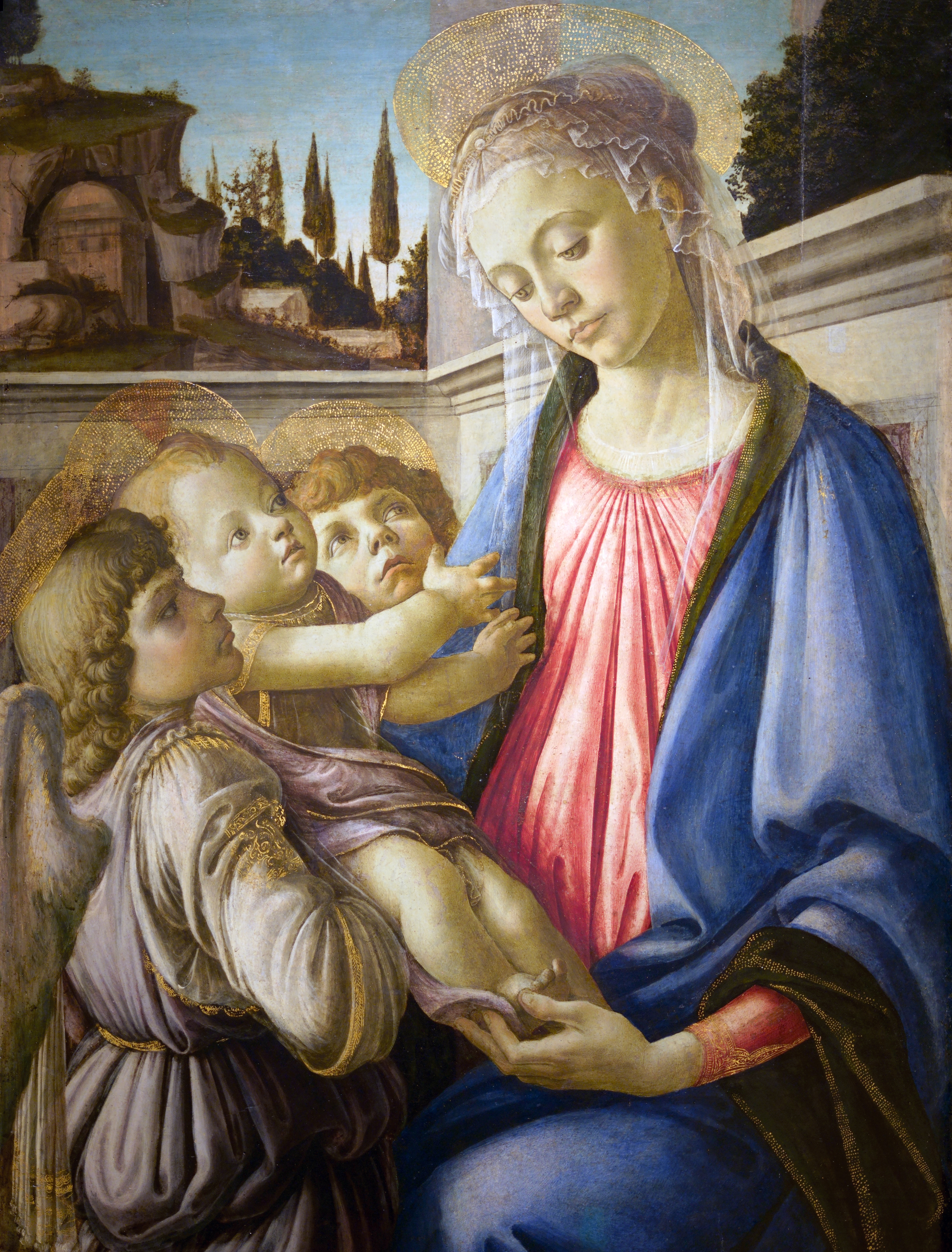
サンドロ・ボッティチェッリ『聖母子と二人の天使』1468年–1469年ごろ カポディモンテ美術館所蔵
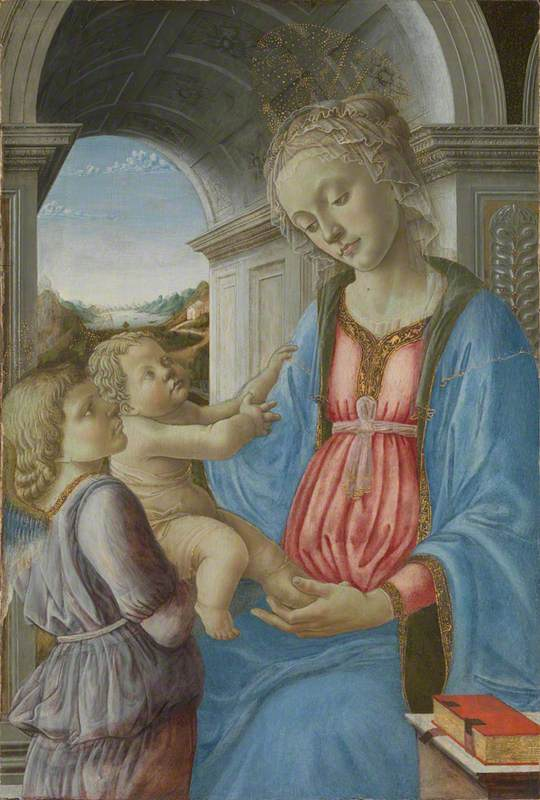
フィリッポ・リッピの模倣者『聖母子と天使』 1480年ごろ ロンドン・ナショナル・ギャラリー所蔵